# جورج إنسور
كان جورج إنسور جاي بي (17 ديسمبر 1769 – 3 ديسمبر 1843) محاميًا إيرلنديًا بارزًا، ومؤلف مناشير سياسية راديكالية ومفكرًا حرًا. سخر إنسور، من بين مبدئيين محافظين آخرين، من المذهب المالتوسي القائل بأن الفقر يدوم من خلال «الميل إلى التكاثر». وأشار إلى استبداد الثروة المتراكمة بصفته عائقًا أمام المشاريع والازدهار. في إيرلندا، رأى إنسور في ذلك شرطًا يمكن التغلب عليه فقط من خلال تمثيل شعبي في برلمان مستعاد. وأثار إنسور الآراء السائدة من خلال التنديد بالهيمنة الدستورية لا للبروتستانتية فحسب (بصفته مناصرًا للتحرر الكاثوليكي)، بل للدين المسيحي بشكل أكثر عمومية. وحاجج أنه لا يمكن التطرق إلى مسائل الأخلاق والعدالة الاجتماعية ضمن لاهوت خلاص من خلال الإيمان.

## الأسرة والتعليم
ولد إنسور في دبلن حيث كان والده جورج إنسور الأب، الإنجليزي الأصل، مهندسًا معماريًا ومطورًا بارزًا. في عام 1783، ورثت والدة إنسور سارة إنسور (الاسم عند الولادة كلارك) بيت أردريس، الذي كان بيت مزرعة متواضع في مقاطعة أرما، وقد حول والده البيت عن طريق بناء واجهة، من بين تعديلات أخرى، مع نوافذ وهمية لزيادة الحجم الظاهري للملكية.
نال إنسور تعليمه في مدرسة إنسور دكتور موراي، دبلن، ومن ثم في كلية الثالوث الأقدس في دبلين. وتخرج في عام 1790 ودعي للانضمام إلى المحاكم العليا في عام 1792.
تزوج جورج إنسور إسثر ويلد (شقيقة المستكشف والكاتب والرسام الإيرلندي الشهير اسحق ويلد) في 7 من شهر يناير من عام 1804. وأنجبا ولدين وست بنات. تزوجت ابنتهما الثانية، كارولين، المؤرخ جاي بي بريندرغاست.

## المجادلات
كان إنسور مؤلف مناشير سياسية ومراسلًا صحافيًا بارزًا، اشتهر بسخريته من الحكومة في إيرلندا وبريطانيا. نشر منشوره الأول، مبادئ الأخلاق (الذي حاجج فيه أن الأخلاق منفصلة عن الدين) في عام 1801. وحين توفي في عام 1843 كان قد ألف أكثر من 20 مقالة يروج فيها لآراء «تقدمية» حول القوانين الإنجليزية والمحاكم والتحرر الكاثوليكي وانتصار الرجعية في أوروبا ما بعد نابليون والاقتصاد السياسي الذي تضمن الموارد والمعونة والفقر ومصير إيرلندا في إطار المملكة المتحدة والإصلاح البرلماني والتعليم الوطني وقوانين الذُرة.

### «دحض مقالة السيد مالتوس حول السكان»
كانت محاولته الأشمل والأكثر طموحًا دحض الاقتصاد السياسي لتوماس مالتوس. في مقالته بحث في سكان الأمم يتضمن دحض مقالة السيد مالتوس حول السكان (1818)، دحض إنسور ما عرف ب «الفخ المالتوسي». وبصرف النظر عما يمكن فعله لتحسين تلك الشروط، أصر مالتوس على أن الطبقات الكادحة كانت تميل إلى التكاثر، بسرعة تفوق سرعة موارد المعيشة، إلى أن تستدعي أرقامها «تقويمًا» من خلال الحرب والجوع والطاعون. بالنسبة لإنسور، لم تكن مشكلة الفقر «الميل إلى تكاثر مفرط»، بل ثروة «موزعة بشكل غير عادل»، وهو شرط تفاقم عبر حقيقة أن «عمل الانسان الفقير مثقل بالضرائب أكثر بكثير من ملكية إنسان غني».

في نقد واسع النطاق، استهدف إنسور التطبيق المخادع للمبدأ الأخلاقي الذي برر مالتوس من خلاله مبالاته الواضحة بمصير الفقراء:
يقول السيد مالتوس أنه ما من حق أحد نيل موارد المعيشة ما لم يكن عمله قادرًا على شرائه بطريقة عادلة. ... ولكن لنفترض أن هذه النظرة صحيحة، وأن الحق في نيل موارد المعيشة يعتمد على عمل الفرد: عمل من؟ الأغنياء والأرستقراطيين وملاك الأراضي وأصحاب الأسهم وورثتهم والأمراء عن طريق الحق الإلهي؟ يتدخل هنا بالي مجددًا: «من الخطأ افتراض أن الانسان الغني سيحافظ على خدمه وتجاره ومستأجريه وعماله: الحقيقة هي أنهم هم من يحافظ عليه».
ويجد إنسور أن إصرار مالتوس الدوغمائي على تبرئة الأغنياء ومؤسسات المجتمع من مسؤولية الفقر أمرًا «مذهلًا»:
يعتبر السيد مالتوس أن عزو سبب شقاء الفقراء إلى الطبقات العليا من المجتمع هو خطأ فاحش ... وأن ذلك يعتمد على سلوك الفقراء أنفسهم. هل تتوقف العبودية على العبيد أنفسهم؟ ... وهل تتوقف الملكية الغيابية على المزارعين الإيرلنديين؟ أم أنها تتوقف على كاثوليكيي إيرلندا وحقيقة أنهم يدفعون أعشارًا لرجال الدين البروتستانت؟ هل تتوقف على فقراء إنجلترا وحقيقة أنهم يدفعون مقابل الملح ضريبة تساوي 30 مرة التكلفة الأصلية للمواد؟
حاجج إنسور أن الكسل والتقصير كان لهما أثر مساو بصفتهما سببًا للشرور الاجتماعية. في الهند، تذمر الإنجليز من أن «الناس لا يمتلكون لا صناعة ولا طاقة»، ويعزون هذا «الغباء» إلى «تربة غنية ومناخ قاس». إلا أنه في مواجهة العنف المفزع وابتزاز ضباط المقاطعة «من الحكيم أن يظهر في [المزارعين الهنود] وأن يكونوا فقراء».
السبب الرئيسي وراء الفقر ليس «الطبيعة والتكاثر» كما يقول مالتوس ومدرسته. بل (كما اقترح آدم سميث) إن رابتي لارغيونتور، ما يؤخذ من الشعب ويوزع كمكرمات من قبل الدولة، هو ما أفقر الدولة الرومانية. خلافًا لذلك، يستند إنسور إلى ديفيد هيوم بالقول: «كل دولة ستمتلئ بالبشر ووسائل راحتهم حسب جودة حكمها». وأن تُحكم بصورة حسنة يعني أن تمثل عبر «دستور منظم بشكل جيد»، ويشير إنسور، طارحًا سببًا لإصلاح برلماني، أن «التمثيل الأكثر شعبية هو الأكثر ضمانة». ومع ترقيته من رعايا إلى مواطنين، فإن «الشعب سيطور من ذكائه، وذلك سينظم أعداده بالتحقق من رغباته ووسائل راحته». ولم يكن على معرفة بوجود «أي أمة، تمتلك بصورة مثبتة حريات وقوانين متساوية، بائسة فقط بسبب العدد المفرط لسكانها».
نال هجوم إنسور على مالتوس تأييدًا من قبل وايتلي ستوكس. يتوصل منشوره ملاحظات حول تعداد سكان وموارد إيرلندا (1821) بصورة مشابهة إلى أن مشكلة إيرلندا ليست في «أعدادها»، بل في حكومتها غير المبالية، وأنه حالما يبدأ الإيرلنديون بالشعور «بملابس كاملة» تغطي ظهورهم، ستبذل «جهود من أجل تحقيق الربح». وبصورة تتماشى مع تحليل إنسور، كتب ويليام هازلت (1819) أن «السيد مالتوس يرغب بأن يخلط بين الحدود الضرورية لنتاج الأرض وبين التوزيع المصطنع لذلك النتاج من قبل مؤسسات المجتمع».

### من أجل توزيع أكثر عدلًا للملكيات
كتب إنسور أن «استملاك القلة يرسخ وجود أوليغارشية، واستملاك الكثرة هو ضمان الحرية ووسائل تزايدها الصادق والمربح». في عمله الذي نشر بعد وفاته، عن الملكية وتوزيعها العادل كترويج للفضيلة وتعداد السكان والوفرة (1844)، الذي قدم ك «تحقيق شامل ومفصل» في «أصل الملكية وتوزيعها وتطورها»، ذهب إنسور في هذه المحاججة ضد مالتوس بصورة أبعد.
مستندًا إلى افتراض مالتوس أن «الصناعة هي في الآن نفسه نتيجة لتوزيع أفضل للملكية وسبب لتحسينها بصورة أبعد» (ومع الأخذ بعين الاعتبار لإقرار ويليام بيت أن التوزيع غير المتساوي للملكية كان من بين «الأسباب الرئيسية لاستياء إيرلندا»)، اقترح إنسور إصلاحات تهدف إلى «قلب التراكم المفرط لملكيات الأراضي» و«زيادة الترتيب المتوسط للمجتمع». من بين أمور أخرى، تضمنت تلك الإصلاحات طرد الممثلين غير المنتخبين من ذوي الأملاك (اللوردات بالوراثة) من البرلمان، وفرض ضرائب على الملكيات التي تنقل حسب الأصول («ضرائب الميراث» كما تعرف في بريطانيا)، ووضع نهاية لحق البكورة (وصف إنسور إبطال قانون غيفيلكايند بأنه «الشر الأعظم» الذي ألحقه الغزو النورمان بإنجلترا) ومنح النساء الحق بالحصول على حصتهن من الميراث وإقرار حق المستأجر.
في منشوره الفقراء وخلاصهم (1825)، كان إنسور قد حاجج بأن أجورهم «نادرًا ما تخطت حاجاتهم»، وأنه يجب «إعفاء العمال من كافة أنواع الضرائب». وأن الضرائب «يجب أن تفرض بصورة حصرية على المترفين».

### من أجل التحرر والإصلاح، الانفصال عن أوكونيل
كان إنسور من بين أوائل أعضاء أرماغ في الجمعية الكاثوليكية، والذي كان منصبًا بارزًا لبروتستانتي في مقاطعة اشتهرت بكونها معقل النظام البرتقالي ونوادي برونزويك، والتي كانت جمعيات، حسب صف إنسور، ل «غير الليبراليين» الذين يستند ولاؤهم للتاج على الحصانة في استبعاد مواطنيهم الكاثوليك و«إساءة معاملتهم وإهانتهم». وبالفعل كان لدى إنسور حليف غير متوقع: تراجع عضو البرلمان تشارلز براونلو عن معارضته للتحرر ضمن النظام البرتقالي، وأعيد بنجاح إلى مقاطعة ويستمينستر في الانتخابات العامة لعام 1826. إلا أن المعارضة الملكية كانت مخيفة بما يكفي إلى درجة أنه توجب على إنسور ومجموعة من إصلاحيي أولستر أحاطوا باللورد روزمور التخلي عن خططهم بالبناء على هذه النجاحات عبر الدعوة إلى اجتماع إقليمي بالروح الوطنية، كما تخيلوه، التي يتمتع بها المتطوعون الإيرلنديون.

### من أجل برلمانٍ أيرلندي واقتراع عام
انضم إنسور إلى أوكونيل في الدعوة إلى إلغاء قانون الاتحاد. كان إنسور عضوًا في هيئة المحلفين الكبرى في مقاطعة أرما (مجلس الحكومة المحلية) بصفته مالكًا لقصر أدريس منذ عام 1803، وشغل في عام 1806 المنصب الفخري لمأمور المقاطعة الأعلى. رفض أيضًا قبول تعيينه قاضيًا للصلح في عام 1828.
هل حظينا بهيئة تشريعية محلية، فربما قد أخفف إلى حد ما من نفوري من التحيز وسوء الحكم. أرى أنه بقبولي للمنصب سأكون شريكًا في البؤس والتدهور في بلدي، وذلك في الوقت الذي يستمر فيه الاتحاد في حرمان الأمة من إيراداتها والشعب من مجلسه التشريعي.
أكد إنسور في كتابه بعنوان مناهضة الاتحاد، أيرلندا كما ينبغي أن تكون (1831) أن «إنجلترا تعاملت دائمًا مع أيرلندا بخبث وحسد وتدمير؛ وأن أيرلندا ستبقى فقيرة ومتزعزعة بحال استمرار هذا الاتحاد»، وأكد أيضًا أن إنجلترا متأثرة بذلك. إن الاعتبارات السياسية الأيرلندية وزيادة فرص الفساد التي يوفرها التمثيل الأيرلندي في وستمنستر تضر بقضية الحرية المدنية وتعيق الإصلاح البرلماني.
ادّعى أوكونيل، في مناقشة مجلس العموم لعام 1831 حول مشروع قانون الإصلاح، أن جورج إنسور، الذي يُعد «أحد أكثر المدافعين ذكاءً وحنكة عن إلغاء الاتحاد»، دعا شعب أيرلندا «إلى معارضة الإصلاح بشكل يميل إلى إثارة العقبات» من أجل الإلغاء. أعلن إنسور حينها بأنه غير راضِ عن «مسيرة الإصلاح» في بريطانيا. ترك قانون الإصلاح العظيم لعام 1832 سببًا لشعبي بريطانيا وأيرلندا لكي يحسدوا فرنسا حيث كان حق التصويت، وإن كان ما يزال مرتبطًا بالملكية، يُمارَس عن طريق الاقتراع السري (بعيدًا عن أنظار المالك وصاحب العمل)، ولم يساعد المشرعين الكنسيين والوراثة في تخفيف ذلك الحسد.

نصّت «خطة الإصلاح» الخاصة بإنسور على أن يتمتع «جميع البالغين» بحق متساوٍ في انتخاب مشرّعيهم. اقترح إنسور ذلك لأول مرة في أطروحته حول الحكومة الوطنية (1810) (وهو عمل أرسله زميل إنسور في كلية ترينيتي والمنفى الأيرلندي المتحد ويليام سامبسون إلى توماس جفرسون). اعتمد العمل على الإيمان بأن:
معظم الناس يعرفون أساسًا ما هو جيد بالنسبة لهم. لن يتعرض الهمجي للخطف، وسيُحرَّر العبيد، وسيكون جميع الرجال، مهما كان عرقهم أو طائفتهم أو لونهم، أحرارًا، وسيحظون بالوسائل التي تؤمّن حريتهم.

### من أجل تفكيك المسيحية
اشتهر إنسور بأنه «هاجم المسيحية» في أطروحته حول التعليم الوطني، فأثار في عام 1811 ردًا عامًا من كبير رجال الدين البروتستانت القس إدوارد ريان كان عنوانه رسالة إلى جورج إنسور، المحترم: والتي أضيفت إليها أسباب كونك مسيحيًا، وفي «مقال إنسوري عن شيء ما»، إذ كان كلاهما محاكاة ساخرة وتوبيخًا في صفحات المجلة الشهرية ذا سكورج التابعة لحزب المحافظين. لم يردعه ذلك من المواصلة بإصرار في مجادلات اعتبرها منتقدوه فظًة ومسيئة حتى لو كان ينشرها تحت اسم مستعار (كريستيان إيمانويل) في كتابه بعنوان يانوس أو سيون، أو الماضي والمستقبل، الذي نُشِر في عشر طبعات بين عامي 1816 و1826، وفي عمل أكبر نُشِر باسمه في عام 1835 بعنوان مراجعة للمعجزات والنبوءات، وأسرار العهدين القديم والجديد والأخلاق والعزاء في الدين المسيحي.

لم يكتف إنسور بإيجاد «المذاهب الأخلاقية للدين المسيحي، التي أُشيد بها بشدة» بالإستناد فقط إلى نصوص وتعاليم متناقضة وغير متسقة تمامًا؛ وقال إن المسائل الأخلاقية كانت في حد ذاتها «عرضية» للإيمان بالخلاص من خلال يسوع المسيح. تعتبر الإلهات المسيحية الأخلاق، جنبًا إلى جنب مع العقل والحرية والسعادة، موضوعًا «دنيويًا وفلسفيًا فقط». تقول النتيجة:
إن الكهنوت يطلب من أتباعه كرسول أن يضحوا بالحياة الدنيا من أجل الاهتمامات الأبدية؛ وأن يعملون بلا انقطاع ليمتلكوا كل خيرات الأرض ولكي يمنعوا رعيتهم من الخطيئة والمعاناة بسبب متعهم.
عمل إنسور محاميًا لدى جيمس وارن دويل، أسقف كيلدير وليغلين للروم الكاثوليك، على الرغم من كونه غير مؤمن. توجّب عليه التحقيق في تقارير عن مئات التحولات إلى الإيمان المُصلح في ملكية بكافان تابعة للورد فارنهام، وهو عضو في منظمة أورانج البروتستانتية التبشيرية. أكدت تقارير إنسور للأسقف أن تلك التحولات كانت ناتجة عن «ظاهرة التحول بسبب الجوع»، وأن هؤلاء الذين تحولوا لم يتمكنوا من النجاة من الظروف التي كانت ستؤدي إلى المجاعة آنذاك.
نشر إنسور بعدها كتاب رسائل تُظهِر عدم الجدوى، وعبثية ما يسمى بشكل خيالي «الإصلاح الجديد» (1828)، وهو انتقاد إنسور ضد النهضة الإنجيلية التي حفزت «البعثات المحلية» البروتستانتية إلى الفلاحين الأيرلنديين. طالب الكتاب أيضًا بأن يكون «الكتاب المقدس خالٍ من الملاحظات أو التعليقات التي تجعله كتابًا مدرسيًا»، مما قلب خطط الحكومة التصالحية، التي يدعمها دويل على نطاق واسع، لنظام غير طائفي للتعليم الابتدائي.
إن حركة رجال الدين البروتستانت في أيرلندا التي كانت ستعرقل «التعليم الاجتماعي والديني لجميع الناس في مدرسة مشتركة»، كانت بمثابة دليل آخر لإنسور بأن المؤسسة الدينية «مؤذية بطبيعتها في جميع علاقاتها».

## الموت والإرث
توفي إنسور في 3 ديسمبر 1843 في منزل العائلة، قصر أدريس، والذي أصبح الآن ملكًا لمؤسسة التراث القومي.
اتهم المراجعون المحافظون إنسور بأنه شديد «التحذلق» ومثير للسخرية، وصنفوه في الدرجة الثانية بين مؤلفي الكتيبات المتطرفة كمقلد لوليام كوبيت وتوماس بان. إن «سفسطته الرديئة» يمكن أن ترضي فقط أولئك «المصنفين بالفعل تحت قائمة المكروهين»، ولكنهم لم يشعروا أن عمله كان من الممكن أن يبقى دون إجابة.
تمتع إنسور بسمعة كبيرة لدرجة أن جون كارترايت اقترح على بنثام في عام 1821 أن يتولى مع «صديقنا إنسور» قيادة حركة الإصلاح. كان ينبغي عليهم الانضمام إلى السير فرانسيس بورديت وثلاثة آخرين واعتبار أنفسهم «الحكماء السبعة» الأوصياء على الإصلاح الدستوري. إن تقاريرهم وملاحظاتهم «تعلقت بالديمقراطية أو مجلس العموم في المملكة المتحدة بأكملها». (رفض بنثام هذا التكريم معتبرًا نفسه «عدمي» نسبيًا).
قرأ كارل ماركس أعمال إنسور، ووصفه بأنه «خبير اقتصادي سياسي من أصل إنجليزي»، وبأنه بروتستانتي «غير مبالٍ بالأمور الدينية، وبأنه يمكن أن يكون بارعًا في الدفاع عن الكاثوليكية»، وأوصى بمنشوراته لفريدريك إنجلز. احتوت أعمال إنسور على «كل أنواع الأشياء اللاذعة»، ويذكر ماركس ذلك في أطروحته بعنوان رأس المال مستشهدا بمثال عليه. اقترح إنسور في جداله المناهض للمالتوسية أن النبلاء الاسكتلنديين قد أثروا خلال إخلاءات هايلاند على ما كان المغول في الصين يفكرون فيه فقط: «لإبادة السكان وتحويل الأرض إلى مراعي».
أصبح إنسور شخصية «مهملة» اليوم، ولكنه كان مشهورًا بما يكفي في حياته بالنسبة للتاريخ الحديث للفكر الأيرلندي ليصنفه مع معاصريه الراديكاليين ويليام طومسون (الذي حصل كتابه بعنوان التحقيق في مبادئ توزيع الثروة أيضًا على تنويه فخري في أطروحة رأس المال). تعاون طومسون في وقت ما مع النسوية الراديكالية آنا دويل ويلر، والفيلسوف الشمولي هنري ماكورماك، وشاركوا جميعهم مع إنسور العلاقات مع بنثام وميل. وُضِعَت مقتطفات من كتاب إنسور عن حالة أوروبا في يناير عام 1816، والذي شجب فيه استعادة ملكية الحق الإلهي، في مجموعة من النصوص بعنوان الرومانسية والسياسة، 1789-1832 (2007)، والتي توضح تطور النقاش الراديكالي في بريطانيا في العقود التي تلت الثورة الفرنسية.